# 北京大学教学研究机构列表
| | |
| 1. 力學與工程科學系 2. 中國語言文學系 3. 歷史學系 4. 哲學系（宗教學系） 5. 社會學系 6. 資訊管理系 1. 中国经济研究中心 2. 欧美文学研究中心 3. 美国研究中心 4. 中国古典文献研究中心 5. 中国古代文明研究中心 6. 网络经济研究中心 7. 日尔曼研究中心 8. 立法学研究中心 9. 财经新闻研究中心 10. 东南亚学研究中心 11. 日本研究中心 12. 韩国学研究中心 13. 东方学研究院 14. 国学研究院 15. 知识产权研究院 16. 人口研究所 17. 重离子物理研究所 18. 遥感与地理信息系统研究所 19. 微电子学研究所 20. 社会学人类学研究所 21. 比较文学与比较文化研究所 22. 高等教育研究所 | 1. 北京分子科学国家实验室（筹） 1. 人工微结构与介观物理 2. 分子动态及稳定态结构 3. 蛋白质工程及植物基因 4. 生物膜与膜生物工程 5. 视觉与听觉信息处理 6. 湍流与复杂系统研究 7. 稀土材料化学及应用 8. 区域光纤通信网与新型光通信系统 9. 文字信息处理技术 10. 第四纪年代测定技术 11. 电子光学与电子显微镜 12. 暴雨检测与预报 13. 环境模拟与污染控制 14. 天然药物及仿生药物 15. 微米/纳米加工技术 16. 核物理与核技术 1. 电子出版新技术国家工程研究中心 2. 软件工程国家工程研究中心 1. 数学与应用数学 2. 生物有机与分子工程 3. 量子信息与测量 4. 纳米器件物理与化学 5. 地表过程分析与模拟 6. 水沙科学 7. 造山带与地壳演化 8. 神经科学 9. 分子心血管 10. 高分子化学与物理 11. 流行病学 12. 信息数学与信息行为 1. 医学物理和工程实验室 2. 空间信息集成与3S工程应用实验室 1. 心血管分子生物学与调节肽卫生部开放实验室 2. 精神卫生学卫生部开放实验室 3. 肾脏疾病卫生部开放实验室 4. 神经科学卫生部开放实验室 5. 医学免疫学卫生部开放实验室 6. 生育健康卫生部开放实验室 1. 数学与应用数学 2. 生命科学与生物技术 3. 应用化学 4. 软件科学与技术 5. 核科学与核技术 6. 脑科学与认知科学 1. 东方文学研究中心 2. 汉语语言学研究中心 3. 教育经济研究所 4. 外国哲学研究所 5. 政治发展与政府管理研究所 6. 中国古代史研究中心 7. 中国古文献研究中心 8. 中国考古学研究中心 9. 中国社会与发展研究中心 10. 美学与美育研究中心 11. 中国经济研究中心 12. 宪法与行政法研究中心 |